# 해남 전라우수영
해남 전라우수영(海南 全羅右水營)은 대한민국의 서해와 남해가 만나는 곳에 위치한 전략적 요충지로, 명량대첩의 배후기지로 활용되었던 역사적인 유적이다. 1992년 3월 9일 전라남도의 기념물 제139호 전라우수영성지로 지정되었다가, 2016년 9월 30일 대한민국의 사적 제535호 해남 전라우수영으로 지정되었다.

## 전라우수영성지
고려 말기 우왕 3년(1377) 전라남도 무안 당곶포에 수군처치사영(水軍處置使營)이 설치된 뒤, 조선 세종 22년(1440)에 현 위치인 전라남도 해남군 문내면 황원곶으로 이를 옮겼다. 세조 11년 (1465)에 수군절도사영(水軍節度使營)으로 승격되었고, 성종 10년(1479) 전라남도 순천 내례포에 전라좌도 수군절도사영이 설치된 후 이곳은 전라우도 수군절도사영이라 부르게 되었다.
처음의 영역은 남북 길이 10리, 동서 너비 5리의 크기이며, 석축의 둘레는 3,843척, 높이 11척, 연못 3개소가 있었다. 『전라우수영지』에 의하면 영내에는 민가 620호, 수군 병력 1,085명을 보유하고 있었다고 한다.
임진왜란 때에는 전라우도 연해지역 14관을 관할하였을 만큼 군사적인 규모와 역할이 매우 컸다. 선조 30년(1597) 정유재란 때 수사 김억추는 통제사 이순신과 더불어 명량대첩을 거두었다.
해안선을 따라 가며 쌓은 전라우수영은 돌과 흙을 섞어 쌓은 혼합형으로, 사각형과 원형의 중간 형태를 띠고 있다. 성벽을 쌓은 아래쪽의 돌은 150cm 이상이 되는 큰 것들이나 올라가면서 30∼50cm 정도로 작아진다.

## 해남 전라우수영
해남 전라우수영은 서해와 남해가 만나는 군사적 요충지에 자리 잡은 조선 시대 전라우도 수군의 본영이다. 앞바다는 물살이 빠른 명량해협을 이루고 있고, 그 안쪽은 양도(洋島)라는 섬이 울돌목의 거센 파도를 막아주는 방파제 역할을 해주는 동시에 외부로부터 전라우수영을 가려주고 있어 천혜의 요새를 이룬다.
1440년(세종 22)에 수영을 목포에서 이곳 해남으로 옮기면서 전라도 수군을 총괄하는 전라수영으로 운영되었고, 1479년(성종 10)에 전라도 순천부(順天府) 내례포(內禮浦, 현 전남 여수)에 전라좌수영이 설치되면서 전라우수영으로 개편된 이래 1895년까지 지속되는 등 조선 시대 수군제도의 변화과정 등을 살펴볼 수 있어 역사적․학술적 가치가 높은 것으로 평가된다. 특히, 정유재란 때에는 세계적인 해전으로 평가받고 있는 명량대첩의 배후기지로 이용되었다.
전라우수영성은 16세기 중반에 축조된 것으로 추정된다. 바깥쪽은 돌로 쌓고 안쪽은 흙으로 다져 쌓은 내탁식 석성(內托式 石城)으로 평면 형태는 배 모양(舟形)에 가깝다. 위상에 걸맞게 4개의 성문과 옹성(甕城), 치성(雉城), 여장(女墻), 수구문(水口門) 등 다양한 부대시설과 십자(十字)형의 성내 도로망을 중심으로 관아건물과 창고시설이 있었던 것으로 기록에 전하고 있다.
또한, 동쪽으로 7km 떨어진 가장 목이 좁은 곳에는 육지로부터의 침입을 막기 위한 차단성인 원문(轅門)을 쌓은 것이 특징이다.

## 사적 승격사유
조선시대 수군체제의 변화와 발전을 살필 수 있는 중요한 관방시설(關防施設)로서 군제사, 성곽사 연구 등 역사적·학술적 가치가 뛰어난 것으로 평가된다.

## 같이 보기
- 이순신
- 삼도수군통제사

## 참고 문헌
- 해남 전라우수영 - 국가유산청 국가유산포털
- “해남 전라우수영”. 《문화재청 - 문화유산나들이》. 2016년 10월 13일에 확인함.